# Arbinet
Arbinet is een historisch Frans merk van motorfietsen.
De bedrijfsnaam was: Moteurs Arbinet, Dijon.
Dit was een Frans merk dat van 1927 tot 1934 motorfietsen maakte met eigen tweetaktmotoren van 98- tot 497 cc. Volgens sommige bronnen werden echter al Arbinet-motorfietsen in 1913 geproduceerd en werden toen motorblokken van Zürcher toegepast.